# Тревенёк
Тревенёк (фр. Tréveneuc, брет. Treveneg) — коммуна во Франции, находится в регионе Бретань. Департамент — Кот-д’Армор. Входит в состав кантона Плуа. Округ коммуны — Сен-Бриё.
Код INSEE коммуны — 22377.

## География
Коммуна расположена приблизительно в 390 км к западу от Парижа, в 110 км северо-западнее Ренна, в 19 км к северо-западу от Сен-Бриё.
Коммуна расположена на берегу залива Сен-Мало.

## Население
Население коммуны на 2016 год составляло 785 человек.
| 1962 | 1968 | 1975 | 1982 | 1990 | 1999 | 2010 | 2016 |
| ---- | ---- | ---- | ---- | ---- | ---- | ---- | ---- |
| 592  | 546  | 553  | 599  | 607  | 593  | 779  | 785  |

## Администрация
| Период | Период | Фамилия        | Партия                              | Примечания   |
| ------ | ------ | -------------- | ----------------------------------- | ------------ |
| 1989   | 2001   | Ив Шюинар      | Французская коммунистическая партия | почётный мэр |
| 2001   | 2008   | Ален Ле Корнек | Разные левые                        |              |
| 2008   | 2014   | Луи Гофни      |                                     |              |

## Экономика
В 2007 году среди 432 человек в трудоспособном возрасте (15—64 лет) 298 были экономически активными, 134 — неактивными (показатель активности — 69,0 %, в 1999 году было 61,1 %). Из 298 активных работали 274 человека (147 мужчин и 127 женщин), безработных было 24 (7 мужчин и 17 женщин). Среди 134 неактивных 33 человека были учениками или студентами, 66 — пенсионерами, 35 были неактивными по другим причинам.

## Достопримечательности
- Церковь Сен-Коломбан (XIV век)
- Часовня Сен-Марк (XIV век)
- Замок Помморьо (XIV век)

## Фотогалерея
- Церковь Сен-Коломбан
- Карта коммуны